# Kuros de Tenea

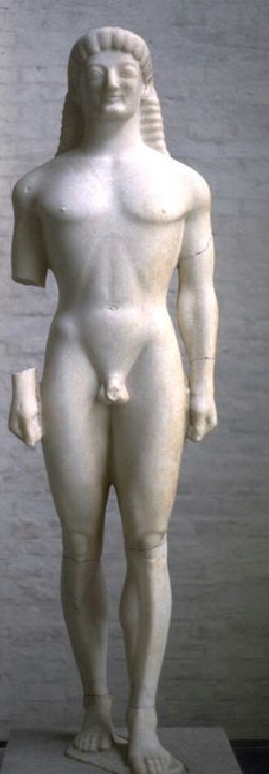
Imagen del Kuros de Tenea, expuesto en la Gliptoteca de Múnich, de Alemania.

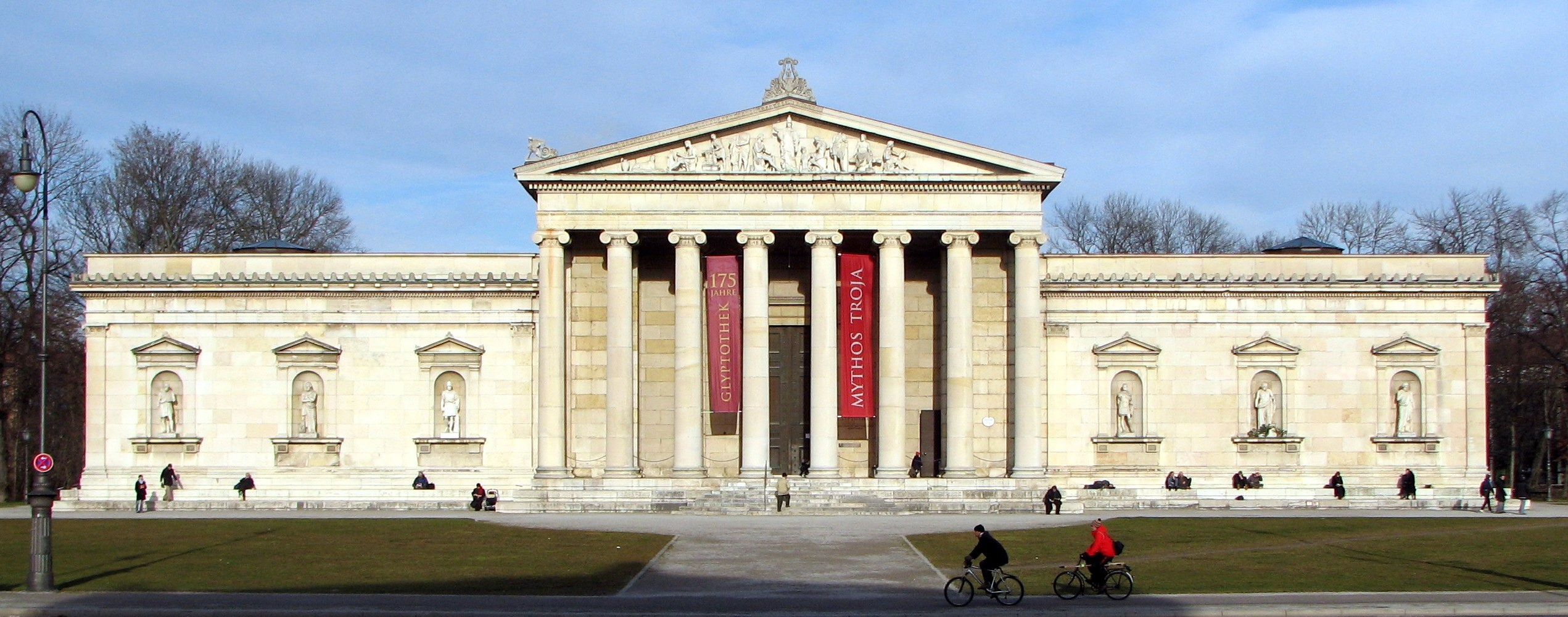
Entrada de la Gliptoteca de Múnich.

El Kuros de Tenea, también llamado Apolo de Tenea, es una escultura tipo kuros que data del año 575 - 550 a. C. y que fue esculpida por algún artista de los talleres de Corinto, ciudad de la Antigua Grecia. 

## Hallazgo
La escultura fue hallada en el año 1846, en el antiguo cementerio de Tenea, (griego:Τενέα), antigua ciudad del noreste del Peloponeso, Grecia a unos 15 kilómetros de Corinto. 

## Simbología
La pieza representa a un kuros (una estatua de un varón joven, fechada a partir del Periodo Arcaico del arte griego (sobre 650 al 500 a. C.), mostrando la característica sonrisa arcaica. Es un tipo de escultura que imperó durante los siglos VIII - VI a. C. El equivalente femenino son las korai (singular koré).
En este caso el kuros se ubicó como monumento funerario en la tumba de un joven griego fallecido prematuramente.

## Características
- Autor: Anónimo, (talleres de Corinto).
- Estilo: Época Arcaica griega.
- Material: Mármol.
- Altura: 1,53 centímetros.

## Conservación
La pieza se expone de forma permanente en la Gliptoteca de Múnich (Alemania), desde 1854, donde tiene asignado el número de inventario 168.